# MS-DOS
MS-DOS (prescurtat de la Microsoft Disk Operating System) este un sistem de operare comercializat  de Microsoft. El a fost cel mai utilizat sistem de operare din familia DOS și a dominat sistemele de operare pentru PC în anii 1980. El a fost bazat pe familia de microprocesoare Intel 8086, în special pe IBM PC și compatibil. El a fost gradual înlocuit de sisteme de operare care oferă interfață grafică, în special diverse generații ale sistemului de operare Microsoft Windows. El a fost original cunoscut ca QDOS (Quick and Dirty Operating System) și 86-DOS. MS-DOS a fost inițial lansat în 1981 și	are opt versiuni majore	lansate înainte ca Microsoft să oprească dezvoltarea în 2000. El era un produs cheie pentru creșterea Microsoft datorită diverselor limbaje de programare pe care compania le crea pentru firmele dezvoltatoare de software, furniza venituri importante companiei și resurse de comercializare. El a fost sistemul de operare pe care se bazau primele versiuni de Windows executate ca o interfață grafice.

## Istorie
86-DOS a fost redenumit MS-DOS de către Seattle Computer Products. El a început ca un sistem de operare pentru noul procesor Intel 8086. Inițial MS-DOS a fost gândit să fie un sistem de operare care să poată funcționa în orice procesor al familiei de calculatoare 8086. Fiecare calculator trebuia să aibă propria configurație hardware si propria versiune de MS-DOS. Cea mai mare nevoie de resursele harware o aveau jocurile video. Apoi ținta a devenit arhitectura compatibilă IBM. În curând, toate calculatoarele din familia 8086 imitau hardware-ul IBM și era de ajuns o singură versiune de MS-DOS pentru toată piața.
Cât timp MS-DOS era utilizat de clonele IBM PC, adevăratele calculatoare IBM utilizau PC-DOS, o versiune modificată de MS-DOS.
De altfel, dependența de hardware compatibil IBM a cauzat probleme majore pentru industrie când design-ul original a fost schimbat. De exemplu, design-ul original nu putea suporta mai mult de 640 KB de RAM. Producătorii au început să dezvolte scheme complicate de accesare a memoriei suplimentare. Acest lucru nu ar fi fost o limitare, dacă ideea inițială MS-DOS de interfațare cu hardware-ul nu ar fi suferit.

## Sfârșitul MS-DOS
MS-DOS a continuat să existe ca o platformă pentru desktop-uri. Începând cu lansarea Windows 9x, el a fost integrat ca un produs complet utilizat mai mult pentru pornirea sistemului și nu a mai fost lansat oficial ca un sistem de operare de sine stătător, deși, la început, DOS 7 (care a fost inclus în Windows 95) a fost dezvoltat ca un sistem de operase de sine stătător. El a fost disponibil, dar a devenit din ce în ce mai irelevant ca urmarea dezvoltării Windows API.
Windows XP conține o copie a fișierelor ce compun nucleul MS-DOS 8 din Windows Millennium, accesibile doar prin formatarea unui floppy ca „disc de pornire MS-DOS” (en:„MS-DOS startup disk”). Încercarea de executare a comenzii COMMAND.COM de pe un astfel de disc sub NTVDM (emulare a MS-DOS sub Windows NT) este sortită eșecului, producând mesajul „versiune incorectă de MS-DOS” (en:„Incorrect MS-DOS version”). (Notează că discul de boot DOS creat sub Windows XP este mai redus decât cel creat sub Windows 98, pentru că el nu include suport pentru CD-ROM.)
În Windows Vista fișierele de pe discul de start au data 18 aprile 2005, dar sunt neschimbate, incluzând sirul de caractere „MS-DOS Version 8 (C) Copyright 1981-1999 Microsoft Corp” în fișierul COMMAND.COM.
Cu toate acestea, singurele versiuni de DOS recunoscute în prezent ca sisteme de operare de sine stătătoare și pentru care se oferă suport de către Microsoft Corporation sunt DOS 6.0 și 6.22, ambele rămân disponibile pentru descărcare prin MSDN, licențe în volume  și licență OEM pentru clienții cu date valide.
Astăzi, DOS este încă utilizat de sisteme x86 datorită arhitecturii simple și cerințelor minime de memorie și procesor. Interpretorul în linie de comandă din versiunile de Windows NT, cmd.exe, menține multe din comenzi compatibile cu cele din MS-DOS.

## Sisteme lansate

### Single-user
Primele versiuni puteau fi folosite doar de un singur utilizator.

### Multiuser
In versiunile mai noi